# Papà e mamma sono alieni
Papà e mamma sono alieni (My Parents Are Aliens) è una serie televisiva per ragazzi di produzione britannica, trasmessa sul network CITV a partire dal 1999. Si tratta di situation comedy con elementi fantascientifici che ha per protagonista una famiglia particolare. In Italia è trasmessa su Jetix, su K2 e su Frisbee e riproposta in dvd.

## Trama
I coniugi Brian e Sophie Johnson, che in realtà sono due alieni provenienti dal pianeta Valux, in viaggio in astronave, eseguono un atterraggio di emergenza sulla Terra, causato da un incidente di Brian. Dopo l'atterraggio, i coniugi sono costretti a rimanere sulla Terra, poiché la loro astronave non può essere riparata: decidono quindi di trasformarsi in due esseri umani, visti per caso su un giornale, per condurre una vita normale o quasi. Per prima cosa, si recano all'orfanotrofio, cui l'assistente sociale, consiglia loro di adottare tre bambini: Lucy, di 11 anni, Josh di 13 e Mel di 16.
Lucy è entusiasta di entrare a far parte di una famiglia, Josh è indifferente e Mel contraria, vista la stranezza dei due che annusavano i giornali della sala d'aspetto e trovavano strano tutto. Solo successivamente i tre ragazzi scopriranno che i genitori adottivi sono alieni e possono mutare. Questi, grazie alle disavventure che accadono ogni giorno, imparano pian piano come funziona il pianeta Terra.

## Personaggi principali
- Brian, padre adottivo dei ragazzi e marito di Sophie. Come lei non conosce le regole e le abitudini della Terra. Le capirà con le disfatte di Josh.
- Sophie, è sposata con Brian e madre adottiva. Fraintende sempre le frasi dei ragazzi, per questo spesso appare come poco intelligente. Entrambi prendono le situazioni e le abitudini di ogni giorno in maniera esagerata.
- Mel, la maggiore, ragazza maschiaccio, che non lascia trasparire le emozioni. A suo parere essere stati adottati da Brian e Sophie è una vera tragedia, e li considera "svitati".
- Josh, figlio di mezzo, amante dei soldi, sfrutta Brian (ignaro) per attuare i suoi loschi piani per guadagnare soldi sporchi a scuola.
- Lucy, la più piccola, invece è la tipica "secchiona", maniaca dell'ordine che si occupa di gran parte delle faccende di casa. Vuole diventare astronauta, assieme all'amica Wendy.

## Personaggi secondari
- Harry (2005) (Stephanie Fearon), la nuova aggiunta alla famiglia, introdotta all'inizio della 7ª stagione.
- Pete (1999-2005) (Patrick Niknejad), amico di Josh
- Frankie (1999-2005) (Jordan Maxwell), un altro degli amici di Josh.
- Wendy (1999-2005) (Isabella Melling), la sola amica di Lucy.
- Trent (2000-2005) (Keith Warwick), amico di Mel da lungo tempo; lei ha una cotta, che non dà assolutamente a vedere, per lui.